# Atyria approximans
Atyria approximans là một loài bướm đêm trong họ Geometridae.